# 2008年夏季残疾人奥林匹克运动会科威特代表团
2008年夏季残疾人奥林匹克运动会科威特代表团是科威特派出的2008年夏季残疾人奥林匹克运动会代表团。未获得奖牌。